# Kumakōgen
Kumakōgen (久万高原町, Kumakōgen-chō) est un bourg situé dans le district de Kamiukena (préfecture d'Ehime), au Japon.

## Histoire
Le bourg de Kumakōgen a été formé le 1er août 2004 par la fusion du bourg de Kuma avec les villages de Mikawa, Omogo et Yanadani.